# Eutreptia pascheri
Eutreptia Pascherii, secondo una classificazione filogenetica  (Skvortzov, 1931) è una specie del supergruppo Excavata appartentente alla famiglia Eutreptiaceae.

## Caratteristiche
Eutreptia Pascheri è una specie prevalentemente marina, anche se alcuni esemplari sono stati ritrovati in acque stagnanti, nel lago di Chabin, Manciuria.